# Maurice Richard
Vous lisez un « article de qualité » labellisé en 2014.
Pour les articles homonymes, voir Richard et Maurice Richard (homonymie).
Temple de la renommée : 1961
Joseph Henri Maurice Richard (surnommé le Rocket ou encore la Comète), né le 4 août 1921 à Montréal (Québec) et mort dans la même ville le 27 mai 2000, est un joueur de hockey sur glace professionnel québécois. Il est un des joueurs de hockey les plus connus au Canada et dans le monde entier.
Joueur prometteur dès ses années juniors, il rejoint les Canadiens de Montréal de la Ligue nationale de hockey (LNH) pour la saison 1942-1943 mais voit sa première année gâchée par une blessure. Il parvient petit à petit à se faire une place au sein de l'équipe et dès sa deuxième saison, il remporte la Coupe Stanley de la finale des séries éliminatoires de la LNH. Richard joue toute sa carrière avec la franchise de Montréal, en grande partie à l'aile droite de la Punch Line avec Elmer Lach au centre et Hector « Toe » Blake à l'aile gauche. Entre 1943 et sa dernière saison en 1959-1960, l'équipe des Canadiens remporte huit Coupes Stanley, dont cinq consécutives de 1956 à 1960.
Après son premier but dans la LNH le 8 novembre 1942, Richard en inscrit un grand nombre au cours de sa carrière. Ainsi, lors de sa deuxième saison, il est le quatrième joueur de l'histoire de l'équipe à inscrire plus de 30 buts. Au cours de la saison 1944-1945, il devient le premier joueur de l'histoire de la ligue à compter 50 buts en 50 matchs. Le 8 novembre 1952, dix ans jour pour jour après son premier but dans la ligue, Richard inscrit son 325e but et dépasse ainsi la marque record de 324 établie par Nels Stewart.
Il est également le premier joueur à marquer 500 buts dans la LNH le 19 octobre 1957 en déjouant Glenn Hall des Blackhawks de Chicago.
Parallèlement, par le biais d'articles de journaux, il incite les dirigeants de la LNH à éliminer leurs comportements discriminatoires vis-à-vis des joueurs de langue française. Il est à l'origine d'une émeute en 1955, qui prendra son nom par la suite. Cet événement est considéré par plusieurs comme le début de la Révolution tranquille au Québec.
Après sa carrière, les Canadiens décident de ne plus autoriser aucun joueur à porter son maillot fétiche, le numéro 9, et il est rapidement admis au Temple de la renommée du hockey. Il s'essaie brièvement au poste d'entraîneur des Nordiques de Québec mais après deux rencontres, ne supportant pas la pression, il décide d'arrêter l'expérience. Considéré par The Hockey News comme le cinquième meilleur joueur de tous les temps, il meurt le 27 mai 2000, à l'âge de 78 ans, d'une insuffisance respiratoire alors qu'il souffre également d'un cancer et de la maladie de Parkinson. Des funérailles nationales ont lieu en la basilique Notre-Dame de Montréal le 31 mai 2000, présidées par le cardinal Jean-Claude Turcotte, archevêque de Montréal.

## Biographie

### Son enfance et ses débuts
Maurice Richard naît le 4 août 1921 d'Alice Laramée et Onésime Richard,. Il est le fils aîné d'une famille de huit enfants et grandit dans le quartier de Bordeaux à Montréal,. Comme de nombreux enfants de son époque, il apprend à patiner sur un lac gelé vers cinq-six ans mais joue également au baseball et fait ses études à l'école François-de-Laval.
Par la suite, il rejoint l'école technique de Montréal pour tenter de devenir mécanicien. Au cours de sa première année, il joue avec plusieurs équipes différentes : l'équipe de son école, l'équipe juvénile des Paquette du parc La Fontaine, l'équipe junior B de Lachine et le junior B de Bordeaux. Il joue soit sous le nom de Richard soit sous celui de Rochon au parc La Fontaine, club dans lequel il arrive sous l'impulsion de Georges Norchet, un ami de l'école technique. C'est à cette époque qu'il fait la connaissance de la sœur de Georges Norchet, Lucille, qui est plus jeune que lui de quatre ans. Lors de la saison 1938-1939, il inscrit 133 des 144 buts marqués par son équipe des Paquette.
Richard rejoint les Maple Leafs de Verdun en 1939. L'équipe est entraînée par Arthur Therrien qui lui conseille de rejoindre les Canadiens Seniors. En 1940-1941, il se fracture une cheville dès son premier match et ne joue plus de la saison. Pour sa deuxième saison, il ne joue qu'une dizaine de rencontres avant de se casser le poignet. En raison de ses blessures, il se fait réformer de l'armée en 1942.
Quelques mois plus tard, il est invité au camp d'entraînement des Canadiens de Montréal de la Ligue nationale de hockey (LNH) en septembre 1942 et rencontre l'entraîneur des Canadiens, Dick Irvin. Le premier jour, il se fait remarquer par les autres joueurs et Ray Getliffe immortalise son surnom en déclarant : « Attention, voilà le Rocket, ! » Malgré les réticences de Thomas Gorman, directeur général de la franchise, qui voit en Richard un joueur trop fragile pour jouer dans la grande ligue, Richard signe son premier contrat avec Montréal le 29 octobre 1942 pour un salaire de 5 000 dollars canadiens par année et une prime de 1 000 dollars.

### Des débuts difficiles puis la Coupe Stanley

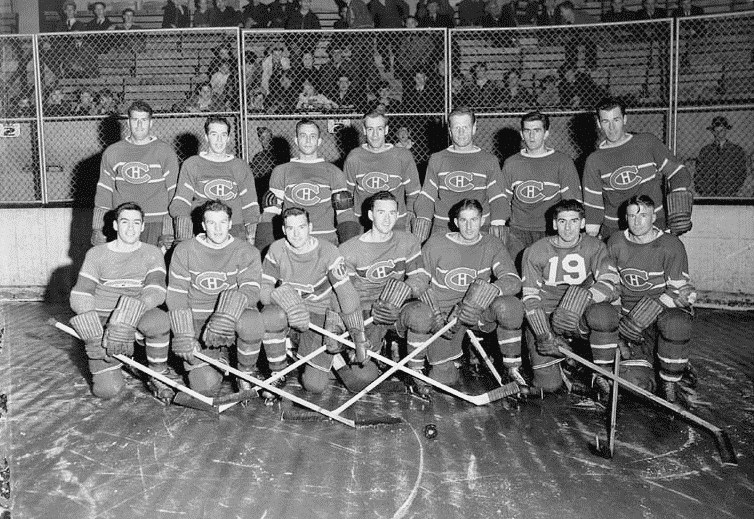
Les Canadiens de Montréal, octobre 1942
(Richard : rangée du fond, 2e à partir de la droite).

Maurice Richard joue sa première partie dans la Ligue nationale de hockey lors de la saison 1942-1943, deux jours après avoir signé son contrat. La rencontre oppose les Canadiens aux Bruins de Boston dans le Forum de Montréal et Richard inscrit son premier point sur le premier but en faisant une passe à Tony Demers au bout d'une trentaine de secondes de jeu,,. Il inscrit son premier but dans la LNH lors de son deuxième match personnel, le troisième de la saison pour son équipe, une victoire de 10 à 4 contre les Rangers de New York le 8 novembre. Cependant, en raison d'une cheville brisée le 27 décembre de la même année, il ne joue que 16 matchs dans la saison et marque 11 points.
Richard commence la saison suivante sur le banc de l'équipe sans pouvoir prouver qu'il est en meilleure condition et prêt à jouer. Son envie de jeu lui fait finalement gagner sa place et il joue sa première partie contre les Bruins de Boston et inscrit un but. Il participe à 46 matchs dans la saison aux côtés de Elmer Lach au centre et Hector « Toe » Blake. La ligne des trois joueurs est surnommée la Punch Line en référence à leur capacité à inscrire des buts. Ainsi, lors de la dernière confrontation du calendrier, les Canadiens l'emportent 11 à 2 contre New York et les joueurs de la Punch Line combinent un total de 8 points. L'équipe ne concède pas une seule défaite de la saison dans le Forum pour trois parties nulles et 22 victoires. D'un point de vue personnel, Richard totalise 32 buts ; il est le quatrième joueur de l'histoire des Canadiens à dépasser la barre des 30 buts en une saison après Joe Malone, Édouard « Newsy » Lalonde et Howie Morenz.
Les Canadiens jouent le premier tour des séries éliminatoires 1944 contre les Maple Leafs de Toronto. Le 23 mars, au cours de la deuxième rencontre de la série, Richard inscrit les cinq buts de son équipe lors de la victoire 5-1 ; la presse présente au match décide de mettre en avant Richard en lui remettant les trois étoiles du match,. Les Canadiens remportent la série 4 matchs à 1 et jouent la finale de la Coupe Stanley contre les Black Hawks de Chicago, dernière équipe qualifiée pour les séries. Les joueurs du Québec s'imposent en quatre rencontres sans concéder de défaite alors que lors du deuxième match, Richard inscrit un tour du chapeau. Les joueurs de la Punch Line inscrivent 48 points lors des séries dont 12 buts par Richard, le meilleur total de la LNH. Malgré la victoire en finale de la Coupe Stanley, seul le gardien de l'équipe Bill Durnan est sélectionné dans la première équipe d'étoiles de la LNH alors que Richard, Émile Bouchard et Elmer Lach sont sélectionnés dans la seconde.

### 50 buts en 50 matchs

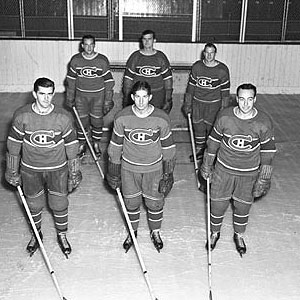
Six joueurs des Canadiens de Montréal dont les joueurs de la Punch Line au premier rang : Richard, Elmer Lach et Toe Blake.

Richard commence la saison 1944-1945 comme il a terminé la saison précédente : le 28 décembre 1944, il marque cinq buts et délivre trois passes lors d'une victoire 9-1 face aux Red Wings de Détroit, alors qu'il a passé la journée à déménager,.
Le 1er février 1945, Conn Smythe veut faire venir le Rocket dans son équipe des Maple Leafs, ce qui en ferait le premier joueur francophone à rejoindre l'équipe de Toronto ; il propose même la somme de 25 000 dollars aux Canadiens pour leur joueur plus 1 000 dollars pour la personne qui arriverait à conclure le transfert pour lui. Richard refuse de rejoindre Toronto et préfère rester à Montréal, dans sa ville où il est un symbole pour tous les francophones ; Smythe n'oubliera jamais cet affront.
Le 15 février 1945, Richard égale le record de 44 buts en une saison détenu jusque-là par Joe Malone et ceci depuis la première saison de la LNH,.
Le 18 mars 1945, les Canadiens de Montréal jouent le 50e et dernier match de leur calendrier contre les Bruins de Boston et Richard comptabilise alors 49 buts après avoir eu un but refusé la veille au Forum de Montréal par l'arbitre et ancien joueur King Clancy. Le Rocket inscrit son 50e but de la saison contre Harvey Bennett Sr. à 2 min 15 s de la fin du match et il devient ainsi le premier joueur de la LNH à inscrire 50 buts en 50 matchs,. Il faut attendre 16 saisons pour qu'un autre joueur inscrive 50 buts en une saison : Bernard Geoffrion atteint la marque en 70 parties en 1960-1961 ; Mike Bossy est le deuxième joueur de l'histoire de la LNH à inscrire 50 buts en 50 matchs au cours de la saison 1980-1981. Des voix s'élèvent pour affirmer que la majorité des bons joueurs se sont engagés dans la Seconde Guerre mondiale et que Richard en profite pour être la vedette de la LNH. En réalité, il a lui-même essayé de s'engager mais a été réformé à deux reprises car jugé trop fragile.
Les Canadiens terminent la saison à la première place de la LNH grâce, notamment, aux membres de la Punch Line qui terminent aux trois premières places des compteurs, Elmer Lach en tête devant Toe Blake et Maurice Richard ; malgré tout, ils sont surpris lors du premier tour des séries et perdent quatre rencontres à deux contre les Maple Leafs de Toronto. Lors du cinquième match de la série, le 29 mars 1945, les Canadiens s'imposent 10-3 alors que Richard marque trois buts et fournit une passe lors de la troisième période. Il est le premier joueur à inscrire 4 points au cours d'une seule période de séries éliminatoires. Cette saison, les Canadiens sont mis en avant par la LNH en prenant cinq des six places de la première équipe d'étoiles par l'intermédiaire de Durnan, Bouchard, Blake, Lach et Richard.

### Le trophée Hart

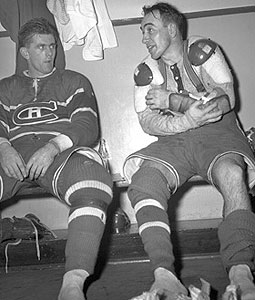
Richard et Toe Blake dans les vestiaires des Canadiens de Montréal.

L'équipe 1945-1946 est toujours menée par la Punch Line, Blake terminant avec 50 points, 2 de plus que Richard et 3 de plus que Lach. Les trois joueurs terminent respectivement aux troisième, cinquième et septième places des pointeurs de la LNH, classement dominé par Max Bentley de Chicago. Les Canadiens jouent les séries éliminatoires et éliminent les Black Hawks au cours du premier tour sur le score de quatre matchs à zéro. Ils remportent par la suite leur sixième Coupe Stanley, la deuxième pour Richard, en battant les Bruins en cinq rencontres alors que la série se joue au meilleur des sept matchs ; à la suite de cette conquête, Richard est une nouvelle fois nommé dans la première équipe d'étoiles de la LNH.
Après seulement 27 buts lors de la saison 1945-1946, Richard retrouve son rythme de 1944-1945 et compte 45 buts en 60 matchs au cours de la saison 1946-1947 ; il termine avec 71 points à une seule longueur de Bentley meilleur pointeur de la LNH pour la seconde année consécutive. Une nouvelle fois premiers de la saison régulière, les Canadiens battent en demi-finale de la Coupe les Bruins de Boston en cinq rencontres et jouent la finale contre Toronto. Les Maple Leafs de Toronto remportent la Coupe Stanley quatre matchs à deux mais, avec 11 points en 10 rencontres, c'est Richard qui est le meilleur réalisateur des séries. Il est nommé dans la première équipe d'étoiles de la ligue et il reçoit aussi le trophée Hart remis depuis 1924 au meilleur joueur de la saison régulière. Parallèlement aux récompenses de la LNH, Richard reçoit le trophée Cattarinich décerné au meilleur athlète canadien-français par la presse francophone.
La saison 1947-1948 est mitigée pour les Canadiens qui terminent avec seulement 20 victoires et manquent les séries éliminatoires. Lach finit meilleur pointeur de la ligue alors que Richard joue avec un genou abîmé et termine deuxième pointeur de l'équipe derrière Lach et septième de la ligue. Victime d'une mise en échec violente en janvier 1948, Blake met fin à sa carrière, ce qui sonne le glas de la Punch line. Les joueurs de Montréal retrouvent les séries lors de la saison suivante mais ils sont éliminés en demi-finale en sept rencontres par les Red Wings de Détroit, meilleure équipe de la saison régulière. Richard compte 20 buts et 18 passes pour finir deuxième pointeur des Canadiens derrière Billy Reay. Le 15 janvier 1949, il marque son 200e but contre Jim Henry des Black Hawks de Chicago,. Il atteint cette marque à sa 308e partie, comparativement à la 340e pour Nels Stewart. Le 2 mars 1949, il marque son 400e point dans la LNH.
Maurice Richard est le meilleur pointeur de son équipe lors de la saison 1949-1950 en comptant 43 buts et 22 passes décisives ; il est également le quatrième pointeur de la LNH, 23 points derrière les 78 réalisations de Ted Lindsay, vedette de Détroit. Deuxièmes du calendrier, les Canadiens sont favoris face aux Rangers de New York mais Pentti Lund, joueur finlandais des Rangers, réalise un marquage efficace sur Richard tout au long de la série et ne lui laisse inscrire qu'un seul but alors que les joueurs de New York s'imposent quatre matchs à un.

### Des défaites en finale
Au cours de la saison suivante, Maurice Richard est une nouvelle fois le meilleur pointeur de son équipe : avec 66 points, il est deuxième de la LNH, 20 points derrière Gordie Howe de Détroit. Le 6 janvier, il inscrit le 271e but de sa carrière et devient le meilleur compteur de buts de l'histoire des Canadiens. À cette occasion, une « soirée Maurice Richard » est organisée le 17 février. Au cours d'une cérémonie où sont présents le premier ministre du Canada, celui du Québec, le maire de la ville et le président de la LNH, la famille Richard reçoit de nombreux cadeaux dont une voiture de marque DeSoto, une machine à coudre ou encore une montre. Lors d'un des derniers matchs de la saison contre les Red Wings, Richard est exclu après avoir contesté une décision de l'arbitre, Hugh McLean ; alors qu'il se rend vers le banc des pénalités, il est nargué par Leo Reise et lui répond en lui donnant un coup de poing. Quand le juge de ligne, Jim Primeau, intervient le joueur québécois lui assène un coup de crosse. Le lendemain, les deux arbitres croisent Richard dans le hall de leur hôtel et Richard attrape McLean par la cravate avant que Primeau ne sépare les deux hommes. Pour ce geste et le coup de crosse, Maurice Richard se voit imposer par le président de la LNH une amende de 500 dollars.
Troisièmes de la saison régulière, les Canadiens jouent les séries en étant opposés au premier tour à Détroit, meilleure équipe de la saison régulière. Ils remportent le premier match sur le score de 3-2, le but vainqueur étant inscrit par Richard lors de la quatrième prolongation. Montréal s'impose également lors de la deuxième rencontre jouée à Détroit, cette fois sur le score de 1-0 au bout de trois prolongations, Richard inscrivant le seul but de la partie. Après deux victoires de Détroit au Forum de Montréal, les joueurs des Canadiens gagnent les deux rencontres suivantes pour accéder à la finale de la Coupe Stanley contre Toronto. Après avoir perdu le premier match, les Canadiens s'imposent par 3-2, Richard inscrivant à nouveau le but vainqueur ; mais il s'agit de la seule victoire de l'équipe du Québec, les Maple Leafs gagnant la série 4-1. Maurice Richard est pour la première fois depuis 6 saisons sélectionné dans la seconde équipe d'étoiles de la ligue alors qu'il termine meilleur pointeur des séries avec 13 réalisations en 11 parties.
En décembre 1951, Richard est honoré du titre de « Personnalité de l'année » par la British United Press et il est également nommé « Athlète de l'année en Amérique » par la Fondation Hickok de New York. Bien qu'ayant manqué une vingtaine de rencontres lors de la saison 1951-1952 en raison d'une élongation à l'aine, il termine troisième pointeur de l'équipe : il est devancé par Elmer Lach et par le joueur recrue Bernard Geoffrion. Deuxièmes de la saison régulière derrière les Red Wings, les joueurs du Québec jouent au premier tour contre les Bruins de Boston. Après six rencontres, les deux équipes sont à égalité 3-3 et le match décisif de la série a lieu le 8 avril au Forum de Montréal. Au cours de celui-ci, Maurice Richard encaisse un coup vicieux de Leo Labine et il tombe à genou sur la glace, son visage venant s'écraser sur le genou de Bill Quackenbush. Malgré six points de suture, il revient au jeu en troisième période et déjoue à deux reprises Jim Henry pour donner la victoire 3-1 à son équipe. Contrairement à la saison précédente, les Red Wings ne se laissent ensuite pas surprendre par les Canadiens et remportent la finale en quatre rencontres, dont deux blanchissages de Terry Sawchuk, avec seulement deux buts pour Montréal et aucun point pour Richard.

### La troisième Coupe Stanley

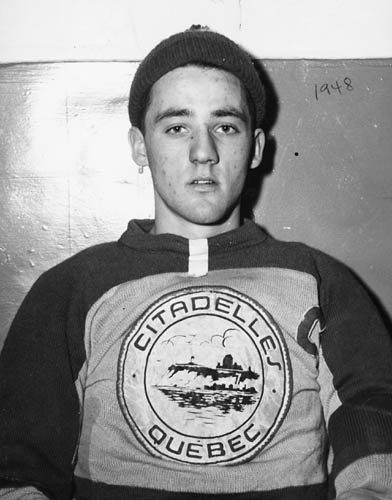
Jacques Plante (ici avec les Citadelles de Québec) rejoint les Canadiens de Montréal en 1953-1954.

Au début de la saison 1952-1953, le 8 novembre, les Canadiens jouent contre les Black Hawks de Chicago et Richard marque le 325e but de sa carrière 10 ans jour pour jour après avoir inscrit son tout premier but ; le Québécois joue alors son 530e match dans la LNH. Il dépasse ainsi le record détenu par Nels Stewart depuis 1940 et devient le meilleur buteur de l'histoire de la LNH,. Avec 61 points à la fin de la saison, Richard est le premier pointeur de Montréal et il est un des deux seuls joueurs de l'équipe avec Geoffrion à dépasser la barre des 20 buts. La LNH est toujours menée par Howe qui comptabilise 95 points, le plus haut total de points alors jamais atteint par un joueur, alors que Richard est le troisième pointeur du classement général.
Deuxièmes de la saison régulière, les Canadiens peinent à vaincre les Black Hawks de Chicago qui, après cinq rencontres, mènent trois matchs à deux. Jacques Plante réalise un blanchissage lors de la sixième partie sur le score de 3-0 dont un but de Richard. Les Canadiens remportent leur billet pour la finale en battant Chicago sur le score de 4-1 lors du septième match.
Cette finale se joue contre les Bruins de Boston et Montréal remporte la première manche sur le score de 4-2 ; les joueurs de Boston gagnent le deuxième match 4-1 mais concèdent deux nouvelles défaites sur leur glace. La cinquième et dernière partie de la série a lieu le 16 avril 1953 et après les trois périodes de jeu, ni Gerry McNeil ni Jim Henry n'ont concédé le moindre but. Après 1 min 22 s en prolongation, Lach sur un service de Richard inscrit le but de la victoire et de la Coupe Stanley pour les Canadiens ; les deux joueurs se jettent dans les bras l'un de l'autre et sous l'impact, Lach se casse le nez.
Au début de la saison 1953-1954, le 10 octobre, Richard devient le premier joueur de l'histoire de la LNH à inscrire 350 buts. Il devient également chroniqueur pour l'hebdomadaire de Montréal Samedi-dimanche ; au mois de décembre, Bernard Geoffrion reçoit deux coups de crosse de la part du défenseur des Rangers Ron Murphy. L'attaquant de Montréal lui répond en lui assénant un coup de poing qui lui casse la mâchoire. Le président de la LNH suspend Geoffrion pour les matchs futurs de Montréal contre New York. La chronique de Richard de la semaine suivante déclare : « Si M. Campbell veut me virer de la ligue pour oser le critiquer, qu'il le fasse [...] Ne le laissons pas se faire de la pub en s'en prenant à un bon gars comme Geoffrion simplement parce qu'il est francophone. Ce dictateur se réjouit quand les Canadiens prennent un but » ; même si cette déclaration n'est pas écrite par Richard, il la valide, ce qui ne plaît pas au directeur des Canadiens Frank Selke, qui demande à Richard de s'excuser, la chronique étant immédiatement arrêtée.
Le 12 décembre, Richard fait également parler de lui mais cette fois en devenant le meilleur pointeur de l'histoire de la LNH au cours d'une soirée de trois points dont un but contre les Rangers de New York ; le joueur québécois compte alors 611 points, soit un de plus que son coéquipier, Lach qui est alors blessé. Les Red Wings de Détroit finissent une nouvelle fois en tête du classement de la saison régulière mais désormais avec seulement 7 points d'avance sur les Canadiens, deuxièmes. Avec 67 points, le Rocket termine meilleur pointeur de son équipe et est deuxième de la LNH derrière Gordie Howe de Détroit. Les Canadiens ne font qu'une bouchée des Bruins en demi-finale des séries, remportant les 4 rencontres avec 2 blanchissages et seulement 4 buts concédés contre 16 inscrits. Détroit et Montréal sont opposés en finale de la Coupe et après quatre rencontres, les joueurs de Détroit mènent avec trois victoires et une défaite. Les Canadiens retardent l'échéance en remportant les deux matchs suivants mais Détroit est sacré champion de la Coupe Stanley au terme de la septième rencontre et une victoire en prolongation 2-1.

### L'émeute «Maurice Richard»

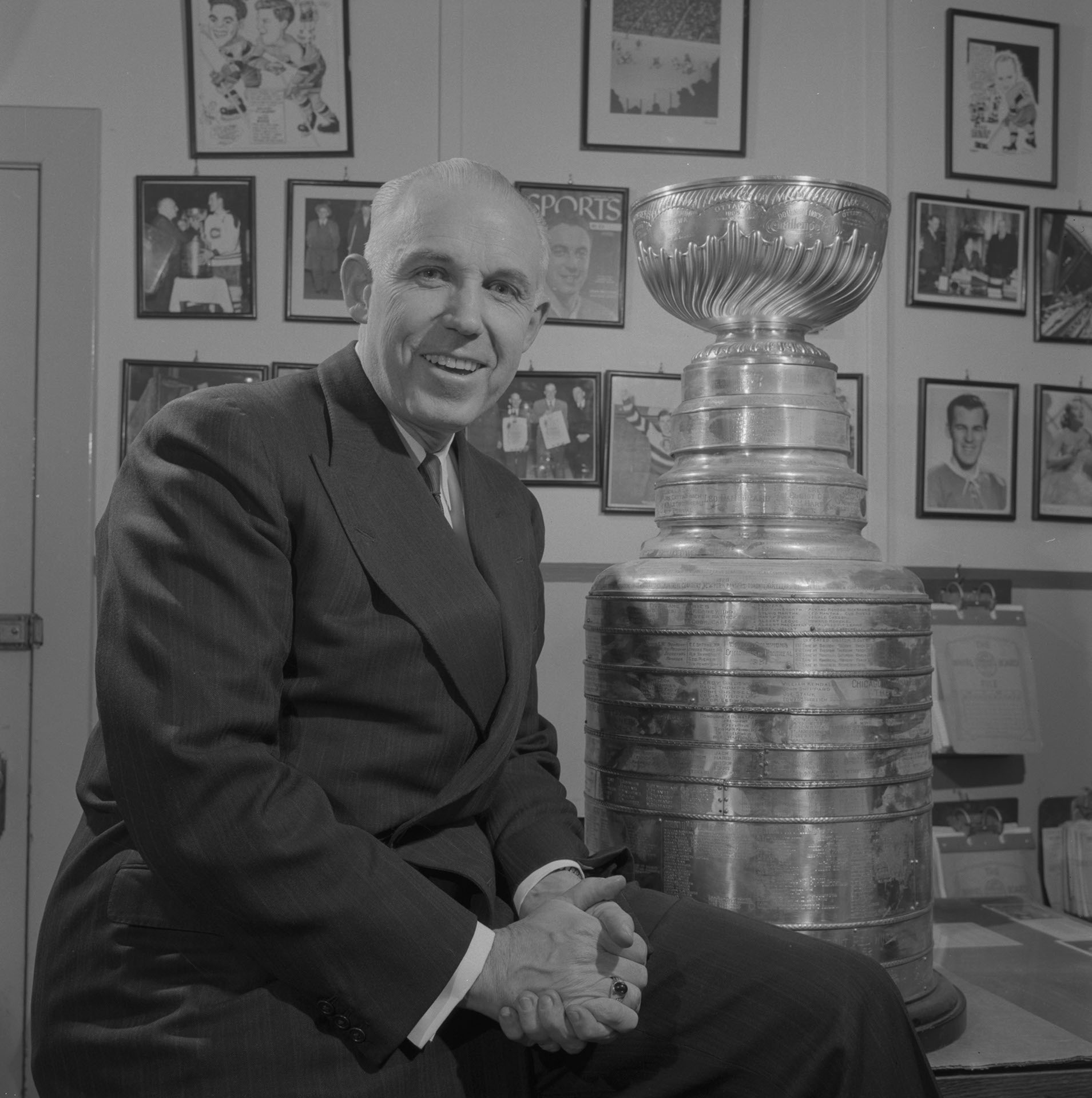
Clarence Campbell suspend Richard pour la fin de la saison 1954-1955 et des séries, provoquant l'émeute Maurice Richard.

Lors de la saison 1954-1955, le 18 décembre, Richard atteint la marque des 400 buts au cours de son 690e match ; il est le premier joueur de l'histoire de la LNH à atteindre ce total. Trois joueurs des Canadiens : Bernard Geoffrion, Richard et Jean Béliveau, occupent les trois premières places du classement des pointeurs avec plus de 30 buts chacun. Richard est proche de finir meilleur pointeur de la LNH mais un incident vient gâcher sa fin de saison.
Le 13 mars 1955 à Boston, Hal Laycoe des Bruins de Boston lui assène un coup au visage et les deux joueurs en viennent aux mains. Le juge de ligne Cliff Thompson tente à trois reprises de maîtriser Richard, tandis que son adversaire continue à le frapper. À la troisième tentative, Richard est retenu par les épaules et le cou tandis qu'il reçoit des coups au visage. Il se retourne et frappe deux fois au visage Thompson qui l'a mis dans une position dangereuse et l'a retenu au détriment du joueur bostonien qui a continué à frapper sans que Richard puisse riposter.
Trois jours plus tard, le président de la LNH Clarence Campbell suspend le joueur des Canadiens pour le reste de la saison, trois parties, mais également pour toute la durée des séries éliminatoires ; Campbell affirme alors qu'il y a une différence entre se battre contre un joueur adverse et s'en prendre à un arbitre, donc à la LNH. Les partisans des Canadiens ressentent cette sanction comme une injustice flagrante alors que la franchise de Montréal est à la lutte pour le titre de champion de la saison régulière avec les Red Wings de Détroit avec seulement deux points d'avance sur ces derniers.
De nombreux Québécois sont alors persuadés que le joueur vedette est puni plus sévèrement parce qu'il est un canadien-français jugé par un arrogant lord anglophone. De plus, deux jours avant d'entendre le témoignage de Richard et d'écouter ses arguments, Campbell rencontre, au cours d'une réunion à New York, les dirigeants de Red Wings et également Conn Smythe qui n'a toujours pas accepté le rejet de Richard 10 ans plus tôt. Smythe et les dirigeants de Détroit demandent à Campbell de punir lourdement Richard. En dehors du monde du sport, dans le contexte de l'époque, les canadiens-français ne sont alors pas du tout respectés par leurs employeurs anglophones et parfois congédiés sans raison.
La rencontre suivante des Canadiens a lieu le 17 mars 1955 au Forum de Montréal contre les Red Wings. La police de Montréal déconseille à Campbell de se rendre au match tant la foule est en colère contre lui. En effet, des milliers de Montréalais se dirigent vers le Forum, certains pour assister à la rencontre et d'autres pour manifester à l'extérieur de la salle. Campbell fait fi des conseils de la police et se rend au Forum accompagné de sa secrétaire, sous les huées du public. Alors que les Red Wings mènent 4-1, les spectateurs du match jettent tout ce qu'ils peuvent en direction de Campbell puis sur sa secrétaire. Le président est agressé par des mécontents et finalement une bombe artisanale explose sur la glace forçant l'évacuation de la salle. L'émeute débute au Forum puis se propage dans les rues de la ville. Cette émeute est considérée par plusieurs comme le début de la Révolution tranquille au Québec. Les dégâts s'élèvent à plus de 100 000 dollars alors que les environs de la patinoire sont saccagés et que six heures sont nécessaires à la police pour rétablir le calme. La partie est concédée aux Red Wings par la marque de 4 à 1 après une période de jeu.
Le calme ne revient dans la ville qu'après une allocution radiophonique de Maurice Richard le soir du 18 mars. Quelques jours plus tard, le journaliste québécois André Laurendeau signe dans Le Devoir un texte où il place les événements de la dernière semaine dans un contexte qui dépasse largement le sport :

« Or, voici surgir M. Campbell pour arrêter cet élan. On prive les Canadiens français de Maurice Richard. On brise l'élan de Maurice Richard qui allait établir plus clairement sa supériorité. Et cet « on » parle anglais, cet « on » décide en vitesse contre le héros, provoque, excite. Alors il va voir. On est soudain fatigué d'avoir toujours eu des maîtres, d'avoir longtemps plié l'échine. M. Campbell va voir. On n'a pas tous les jours le mauvais sort entre les mains ; on ne peut pas tous les jours tordre le cou à la malchance… »

— André Laurendeau, Le Devoir, 21 mars 1955
Montréal, privé de Richard, parvient cependant en finale de la Coupe Stanley après avoir battu les Bruins 4-1 mais perd contre Détroit en sept rencontres.

### La dynastie des Canadiens

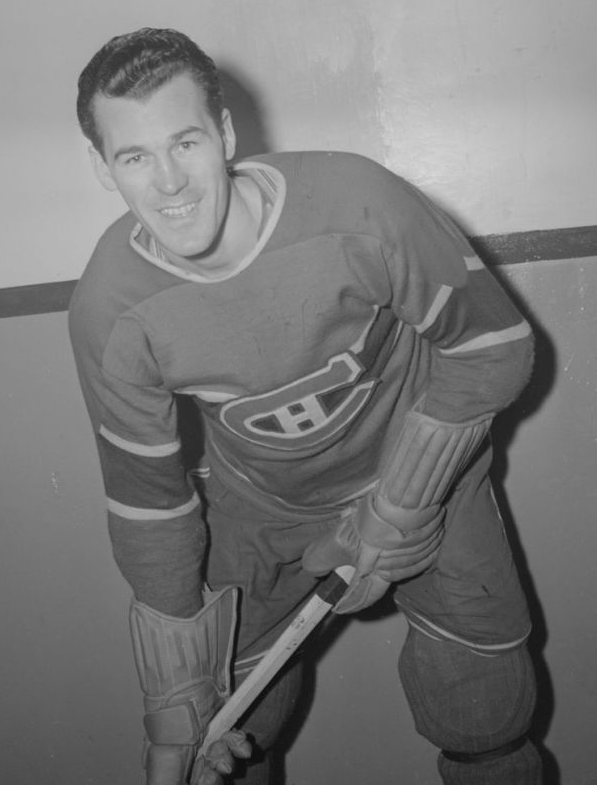
Émile Bouchard joue pendant huit saisons avec Maurice Richard et les Canadiens de Montréal en tant que capitaine de l'équipe.

À l'automne 1955, le frère cadet de Maurice, Henri, rejoint les Canadiens de Montréal et joue la saison 1955-1956 au centre de la deuxième ligne entre Bernard Geoffrion et Dickie Moore. Avec 71 points, Richard finit deuxième pointeur de son équipe, derrière Béliveau, alors que les Canadiens terminent premiers de la saison en ne concédant que 15 défaites. Plante, le défenseur Doug Harvey, Béliveau et Maurice Richard sont élus dans la première équipe d'étoiles de la LNH. Les Canadiens jouent leur premier tour des séries contre les Rangers de New York qui ne gagnent que le deuxième match de la série ; pour sa part, Richard réalise un coup du chapeau lors de la première rencontre puis enregistre un total de 7 passes dont 5 lors de la seule 5e partie.
La finale 1956 est une revanche de la saison précédente avec une confrontation entre Montréal et Détroit ; les joueurs de Montréal jouent les deux premières rencontres au Forum et en profitent pour remporter les deux parties 6-4 et 5-1. Sur sa patinoire, Détroit répond en gagnant le troisième match mais les Canadiens retournent au Forum avec deux longueurs d'avance à la suite d'un blanchissage 3-0 de Plante lors du quatrième. La cinquième confrontation de la série est jouée le 10 avril 1956 et les joueurs des Canadiens s'imposent sur la marque de 3-1 avec le premier but inscrit par Béliveau, le deuxième, qui s'avère le but vainqueur, par Richard, et enfin le troisième par Geoffrion qui permet à son équipe de se mettre à l'abri d'un retour éventuel des Red Wings. Les Canadiens remportent ainsi leur huitième Coupe Stanley, la quatrième pour Richard qui est plus discret que lors du premier tour avec seulement 3 points marqués lors de la finale.
À la suite de cette nouvelle conquête de la Coupe, le capitaine de l'équipe, Émile « Butch » Bouchard, prend sa retraite en raison de plusieurs blessures ; Maurice Richard devient alors le 14e capitaine de l'équipe. Il manque 7 rencontres au cours de la saison en raison de blessures et termine deuxième pointeur de l'équipe avec 62 réalisations, 22 de moins que Béliveau ; il est tout de même sixième pointeur du classement de la LNH dominé une nouvelle fois par Gordie Howe dont l'équipe prend la première place aux Canadiens pour la dernière fois avant 1964-1965. Les Canadiens jouent en demi-finale des séries contre les Rangers de New York, qu'ils éliminent en cinq rencontres grâce à un but de Richard en prolongation du dernier match. Alors que plupart des observateurs prévoient que la finale de la Coupe les oppose aux Red Wings, ce sont les Bruins de Boston qui sortent vainqueurs de l'autre demi-finale. Le premier match de la série tourne à l'avantage des Canadiens, le capitaine Richard montrant l'exemple en inscrivant quatre buts lors de la victoire 5-1 des siens. Ce sont les seuls 4 points que Richard marque au cours de la série que les joueurs de Montréal remportent en cinq rencontres pour gagner une deuxième Coupe Stanley consécutive.

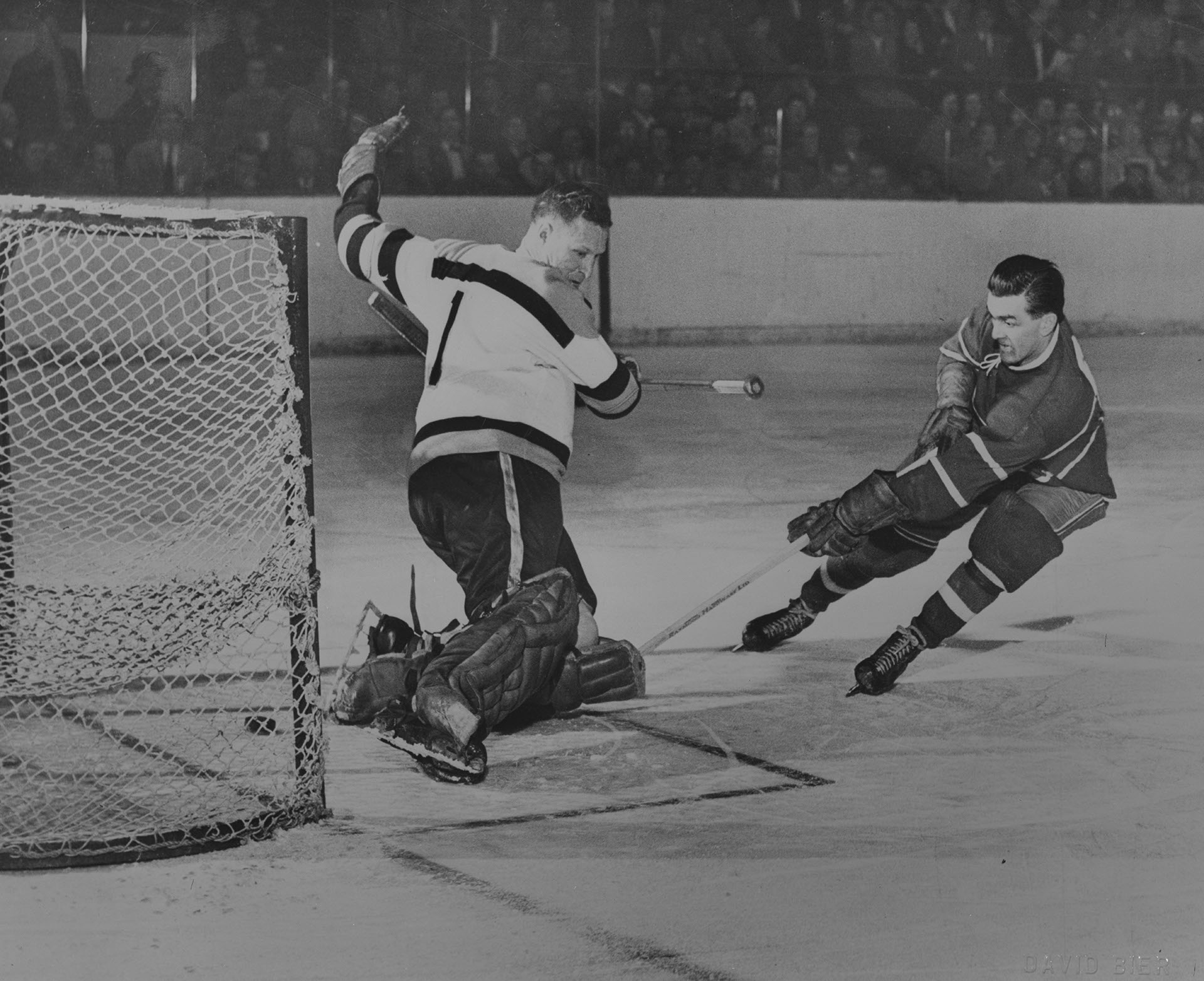
Son but

Le 19 octobre 1957, Maurice Richard marque son 500e but après 863 parties alors qu'à 36 ans, il est le joueur le plus âgé de la LNH. Moins d'un mois plus tard, lors d'une rencontre contre les Maple Leafs de Toronto, il reçoit une mise en échec de Dick Duff et quand les deux joueurs tombent sur la glace, le patin de ce dernier vient lui entailler quasiment entièrement le talon d'Achille. Finalement, Maurice Richard ne joue que 28 rencontres sur l'ensemble de la saison 1957-1958 et compte 34 points. Cependant, cela ne l'empêche pas de recevoir en février le Trophée Lou Marsh en tant que sportif par excellence du Canada pour l'année 1957. Lors des séries éliminatoires qui suivent, il se montre en grande forme et participe à la qualification de son équipe contre les Red Wings en seulement quatre rencontres ; il inscrit ainsi deux buts et deux passes lors de la première confrontation, une victoire 8-1, deux buts lors de la victoire 5-1, une passe décisive pendant la troisième partie et enfin lors de la dernière rencontre le 1er avril 1958, il inscrit un coup du chapeau, dont le but de la victoire, alors que les Canadiens s'imposent sur le score de 4-3. Après une victoire de chaque côté en finale contre les Bruins de Boston, les Canadiens gagnent le troisième match 3-0 avec deux buts de Maurice Richard et le troisième par son cadet. Les Bruins gagnent le quatrième match puis le capitaine des Canadiens donne la victoire aux siens lors de la cinquième rencontre après six minutes de prolongation. Les Canadiens de Montréal remportent ensuite leur dixième Coupe Stanley, la sixième pour Richard, après une victoire 5-3 à Boston le 20 avril 1958.
La saison 1958-1959 est encore une fois compliquée pour Richard qui manque une bonne partie du calendrier : il ne joue que 42 rencontres sur 70 pour 38 points inscrits. Blessé à la jambe à la suite d'un lancer de son coéquipier Geoffrion, il manque la fin de saison et en profite pour visiter Prague en Tchécoslovaquie, lors du championnat du monde de 1959 ; il y reçoit en cadeau une voiture Škoda. Dans un entretien au journaliste de La Patrie, il confie avoir des doutes sur sa participation au premier tour des séries éliminatoires. Comme prévu, il manque une grande partie des séries, ne jouant que 4 des 11 rencontres nécessaires aux Canadiens pour remporter une nouvelle Coupe Stanley après avoir battu Chicago puis Toronto. Au cours de ces séries, Marcel Bonin marque 10 buts et termine meilleur buteur des séries alors qu'il joue avec les gants de son capitaine ; Richard, pour sa part, ne marque aucun point.
Le 19 septembre 1959, pour la première et unique fois, les trois frères Maurice, Henri et Claude Richard évoluent ensemble lors d'un match de préparation de la saison 1959-1960 des Canadiens de Montréal. Cette saison est encore difficile pour Maurice Richard qui manque une vingtaine de rencontres à la suite d'une triple fracture d'un os de la joue. Le 20 mars 1960, lors du dernier match de la saison, le capitaine des Canadiens inscrit son 19e but de la saison lors d'une défaite 3-1 contre Toronto ; il s'agit de son 544e et dernier but dans la LNH en saison régulière. Il déclare alors : « Je me retirerai quand je ne me sentirai plus capable de tenir mon bout [...] Si je joue mal, les gens parleront, et je veux laisser le hockey avant d'être critiqué ». Comme depuis trois saisons, le club de Montréal termine à la première place de la LNH, seulement huit rencontres sont nécessaires aux joueurs des Canadiens pour mettre la main sur une douzième Coupe Stanley, la huitième et dernière pour le capitaine Richard qui joue l'intégralité des rencontres de son équipe. Au cours des séries, il inscrit un seul but, au cours de la finale ; c'est le 34 et dernier de sa carrière.

### Joueur retraité et rôle honorifique chez les Canadiens de Montréal
Richard participe au camp d'entraînement de son équipe mais le 15 septembre, après avoir marqué quatre buts et récolté trois passes lors d'une partie, il annonce sa retraite avant le début de la saison 1960-1961 en conférence de presse à l'hôtel Reine-Élizabeth.

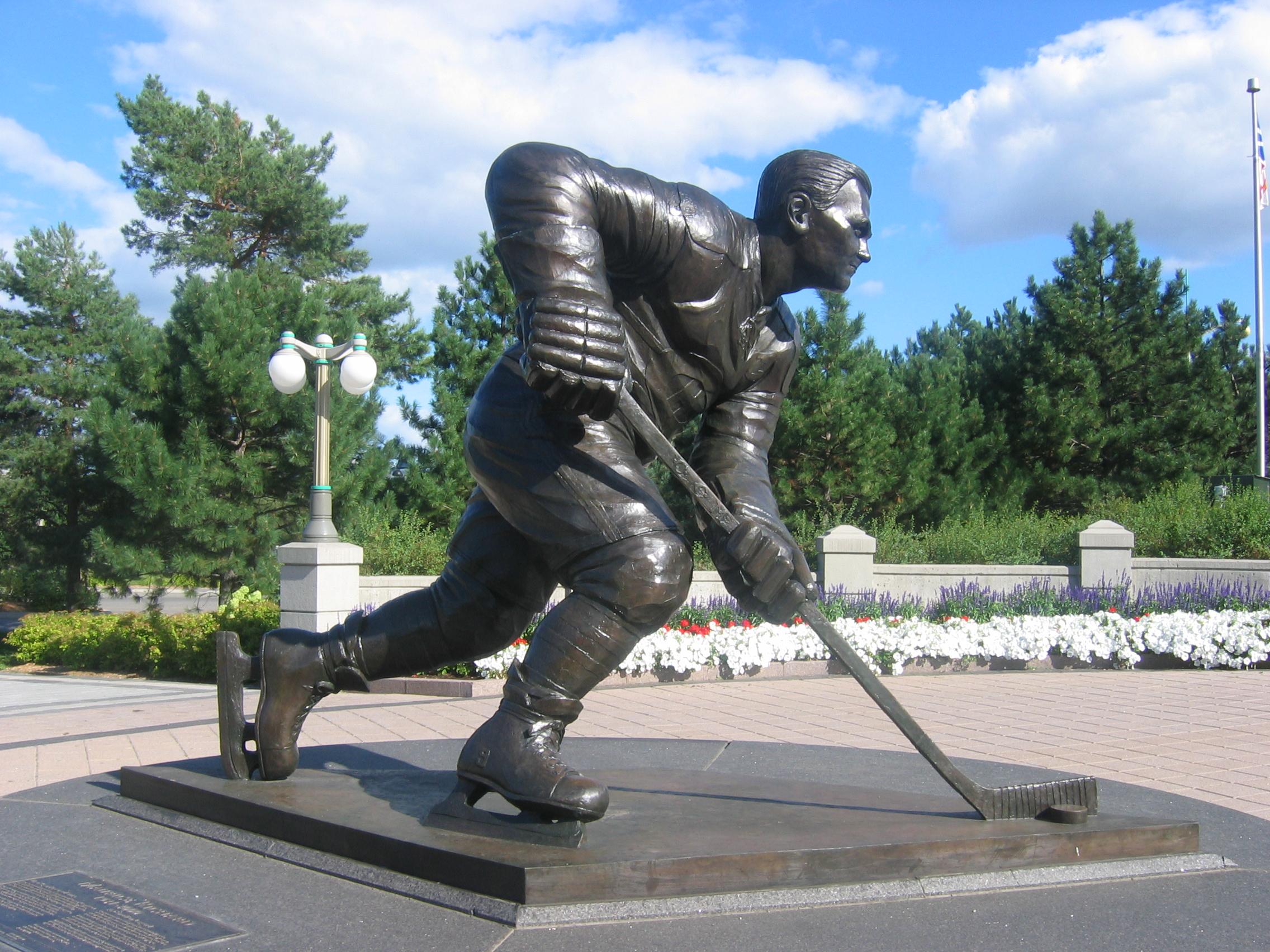
Statue de Maurice Richard à Gatineau (Québec).

Moins d'un mois après l'annonce de sa retraite, le 6 octobre 1960, il devient le deuxième joueur de l'histoire des Canadiens après Howie Morenz à avoir l'honneur de voir son chandail, le numéro 9, « retiré » par le club de Montréal.
En 1961, il est intronisé au Temple de la renommée du hockey sans avoir à attendre les trois ans habituels après la retraite d'un joueur ; il est le deuxième joueur de l'histoire après Dit Clapper en 1947 à recevoir cet honneur. La même année, le 25 août 1961, a lieu l'inauguration de l'aréna Maurice-Richard à Montréal.
Le 15 mai 1964, une conférence de presse à l'hôtel Reine Élizabeth annonce une réorganisation importante dans la direction des Canadiens avec la nomination de Richard au poste honorifique d'adjoint au président David Molson. Mais avant le début de la saison 1965-1966, Richard démissionne, insatisfait de son caractère purement honorifique qui ne lui donne l'occasion de contribuer directement à l'organisation, par exemple en exprimant son opinion sur ses joueurs. Il explique alors : « « Je ne vois pas la nécessité de me rendre au Forum tous les jours pour me tourner les pouces ». »
En 1967, il est fait Officier de l'Ordre du Canada.

### Entraîneur des Nordiques de Québec
En 1972, il revient dans le monde du hockey en devenant le premier entraîneur des Nordiques de Québec, nouvelle équipe de l'Association mondiale de hockey. Dans un premier temps, il refuse la proposition de Marius Fortier, directeur général de la franchise, et de Maurice Filion, dépisteur de l'équipe, mais finalement pressé par sa femme, le « Rocket » accepte de se rendre à Québec et il signe son contrat le 27 juillet 1972 pour une somme de 40 000 dollars et un bonus à la signature de 4 000 dollars. Québec joue son premier match dans l'AMH le soir du 11 octobre 1972, une défaite 2-0 sur la glace des Crusaders de Cleveland.
À la suite de cette première défaite, Richard déclare à Fortier qu'il ne veut pas continuer et qu'il ne supporte pas la pression qu'engendre le poste d'entraîneur d'une équipe,. Il accepte cependant de rester encore en place pour le premier match à domicile contre les Oilers de l'Alberta, une victoire 6-0 avec un blanchissage de Serge Aubry mais encore une fois, il ne profite pas du match. En effet, Jean-Claude Tremblay fait tous les changements de ligne à sa place et Richard doit même quitter le banc à plusieurs reprises, étant malade à cause du stress. La direction de Québec annonce d'une manière officielle que Richard se retire pour une semaine pour des raisons de santé ; Filion prend la place d'entraîneur et Richard arrête sa collaboration avec les Nordiques. Deux semaines plus tard, les Nordiques envoient son salaire à Richard qui le refuse et le renvoie, considérant qu'il ne devrait pas être payé puisqu'il n'a rien fait pour l'équipe de Québec.

### Hommages de son vivant et début de maladie

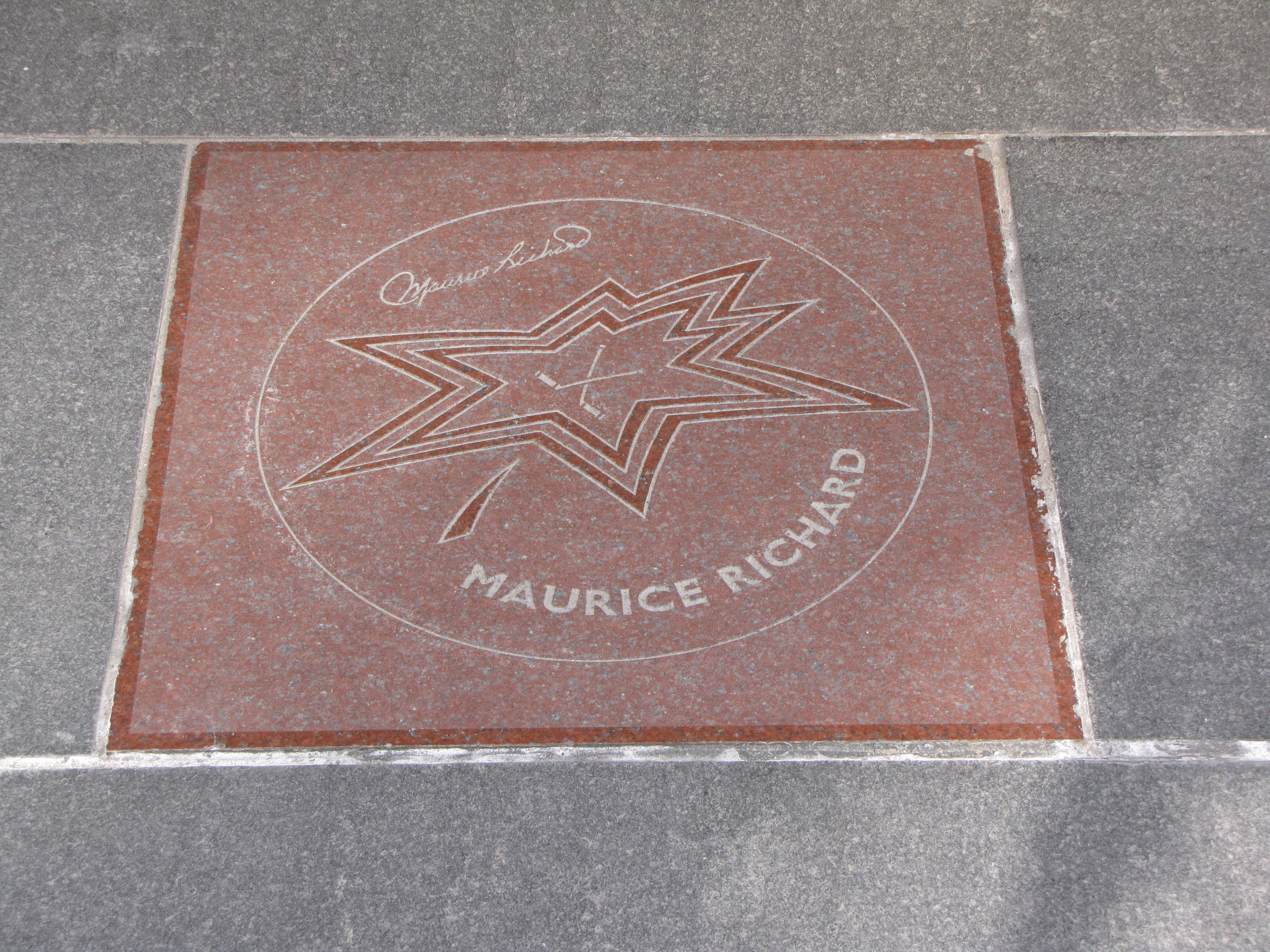
L'étoile en l'honneur de Richard sur l'allée des célébrités canadiennes

Malgré ce passage raté avec les Nordiques, il est toujours apprécié et mis en avant au Québec. Ainsi, le 4 août 1977, une statue à son effigie est dévoilée à l'aréna Maurice-Richard. En 1979, la Société Saint-Jean-Baptiste de Montréal crée le Prix Maurice-Richard pour honorer une personne qui s'est distinguée dans le domaine des sports et de l'athlétisme. Le 12 janvier 1985, il est nommé dans l'équipe d'étoiles de tous les temps des Canadiens de Montréal en compagnie de Jacques Plante, Doug Harvey, Larry Robinson, Aurèle Joliat, Dickie Moore et Jean Béliveau. En 1985, il est nommé Officier de l'Ordre national du Québec.
Le 25 mai 1991, Richard est intronisé au Panthéon des sports du Québec. L'année suivante, le 1er juillet 1992, il est assermenté à titre de membre du Conseil privé dans le cadre des célébrations du 125e anniversaire du Canada. Quatre ans plus tard, en 1996, une nouvelle ligue de hockey est créée au Québec : la Ligue nord-américaine de hockey. À la fin de chaque saison, le trophée Maurice-Richard est remis au meilleur buteur de la ligue.
Le 11 mars 1996, lors de la fermeture du Forum de Montréal, les partisans du Canadien réservent une ovation debout de 16 minutes à Maurice Richard qui pleure d'émotion. Quatre jours plus tard, il est une nouvelle fois ovationné lors de l'ouverture du Centre Molson.
Le 4 août, un monument à son effigie, œuvre de Jules Lasalle et Annick Bourgeau, est inauguré à Inverness.
En 1997, alors qu'il est en vacances en Floride, il ressent un malaise ; de retour à Montréal, il lui est diagnostiqué un cancer aux reins et aux intestins.
En janvier 1998, The Hockey News nomme les meilleurs joueurs de tous les temps et Richard arrive en cinquième position derrière Wayne Gretzky, Bobby Orr, Gordie Howe et Mario Lemieux. La même année, il est nommé Compagnon de l'Ordre du Canada. Le 24 janvier 1999, les Canadiens de Montréal donnent à la LNH le trophée Maurice-Richard, trophée qui récompense dorénavant chaque année le meilleur buteur de la saison régulière. En mai 1999, il dévoile l'étoile qui immortalise son nom sur l'allée des célébrités canadiennes à Toronto. La même année, une nouvelle équipe de hockey est implanté a Montréal dans la Ligue de hockey junior majeur du Québec pour un début pour la saison 1999-2000, cette équipe est le Rocket de Montréal.

### Décès et funérailles
Maurice Richard meurt le 27 mai 2000 à 17 h 40 d'une insuffisance respiratoire, alors qu'il souffre d'un cancer de l'estomac et de la maladie de Parkinson, à l'âge de 78 ans.
Des funérailles nationales ont lieu en la Basilique Notre-Dame de Montréal le 31 mai 2000, funérailles présidées par le Cardinal Turcotte, archevêque de Montréal. La chanteuse Ginette Reno y interprète Ceux qui s'en vont. Au cours de l'été 2000, la ministre du Patrimoine Sheila Copps annonce que Maurice Richard aura sa place sur le sentier de l'héroïsme, sentier piétonnier de la région d'Ottawa.

## Hommages posthumes
À Gatineau, le 27 juin 2001, une statue le représentant est dévoilée dans le parc Jacques-Cartier de la ville. Le 22 août 2001, la Commission de toponymie du Québec, officialise le changement de nom du lac Bent, plan d’eau situé dans la région de Lanaudière, en lac Maurice-Richard.
En automne 2014 il y a un débat sur le nom que portera le nouveau pont qui remplacera le pont Champlain. Le nom de Maurice Richard n'est finalement pas retenu.
En 2015, la fresque murale « Le Rocket » est créée sur un mur extérieur de l'arrondissement Ahuntsic où il a vécu. L'inauguration se fait en présence de la famille Richard et du vétéran des Canadiens de Montréal Réjean Houle. 
En août 2016, on mentionne que le club-école des Canadiens de Montréal, les IceCaps de Saint-Jean, déménageront a Laval, pour la saison 2017-2018 et qu'ils porteront, le nom de Rocket de Laval.
Le 2 mars 2017, la Commission de la représentation électorale du Québec dévoile une refonte de la carte électorale du Québec rebaptisant ainsi la circonscription Crémazie pour Maurice-Richard, ce dernier ayant vécu dans cette circonscription une bonne partie de sa vie.
Le 24 septembre 2017 on annonce dans les médias que Maurice Richard est crédité d'une nouvelle assistance portant ainsi son total d'assistances à 422 en carrière.
Vingt-cinq ans après sa mort, il reçoit officiellement, de la part du gouvernement québécois, la désignation de personnage historique du Québec.

## L'impact de Richard

### Un symbole pour les Canadiens français

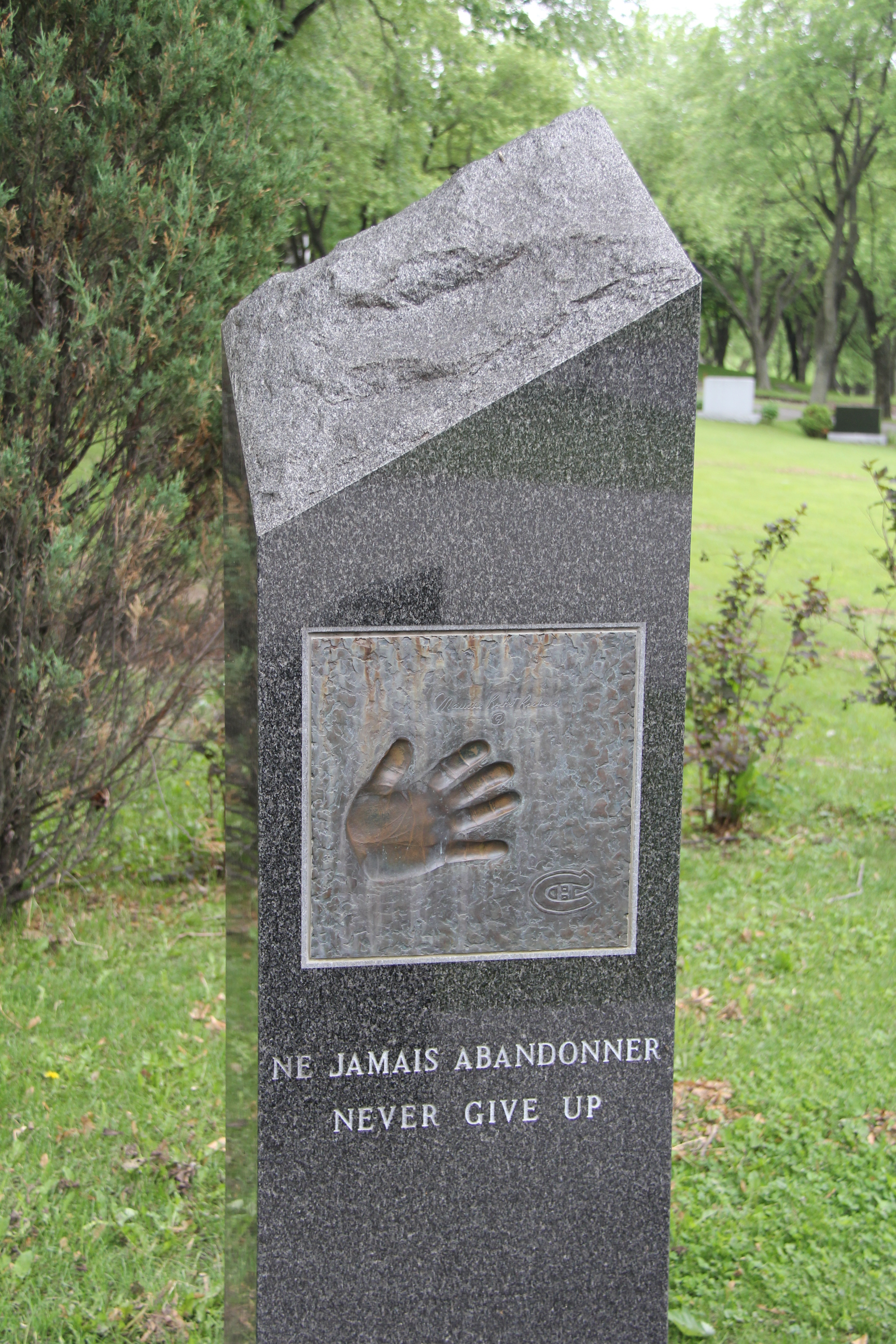
Épitaphe sur la pierre tombale de Maurice Richard

Pour les Canadiens français, Maurice Richard était un symbole qui dépassait le monde du sport. Phénomène de société, il représentait l'image du francophone dominant dans un monde anglophone. Malgré lui, ses exploits sportifs revêtaient un aspect politique pour plusieurs. Dans une société québécoise alors dominée politiquement et économiquement par des intérêts anglophones, à une époque aujourd'hui appelée la Grande Noirceur, il apparaissait aux yeux de beaucoup comme un symbole de réussite et de revanche.
Discret et timide en dehors de la patinoire, il a toujours affirmé n'être qu'un joueur de hockey qui s'efforçait de faire de son mieux à chaque partie et qui ne jouait au hockey que pour l'amour de ce sport. Fougueux et têtu sur la patinoire, quelques-uns de ses gestes lui ont valu des amendes de la part de la direction de la ligue, que ses partisans s'empressaient de payer au moyen de collectes.
Il signe une pétition en faveur de la loi 101, avec Félix Leclerc et 160 autres personnalités.
Félix Leclerc a écrit un poème à son sujet :
« Quand il lance, l'Amérique hurle. 

Quand il compte, les sourds entendent. 

Quand il est puni, les lignes téléphoniques sautent. 

Quand il passe, les recrues rêvent. 

C'est le vent qui patine. 

C'est tout le Québec debout 

Qui fait peur et qui vit.  »

### Études sur la personne et son œuvre

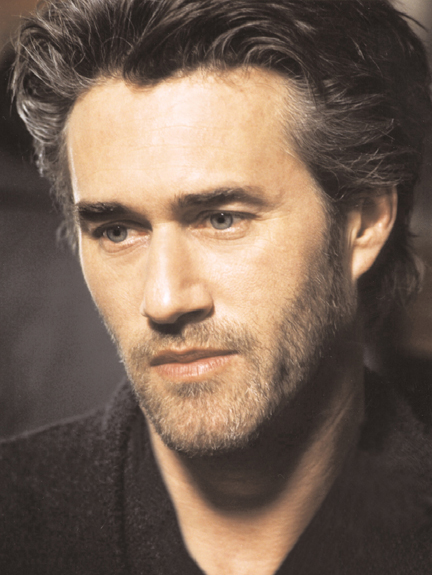
Roy Dupuis joue le rôle de Maurice Richard dans le film homonyme.

Une série télévisée intitulée Maurice Richard est diffusée en 1999, mettant en vedette Roy Dupuis pour tenir le rôle de Richard. Six ans plus tard, Charles Binamé présente la biographie filmée toujours avec Dupuis dans le rôle-titre dans le film Maurice Richard. Dupuis est choisi car il possède un regard qui rappelle celui de Richard ; Denise Robert, productrice du film, déclare à ce sujet : « Roy et Maurice Richard se rejoignent par le silence. Tout ce que Roy Dupuis exprime, tout ce qu'il ressent passe d'abord par le regard, par les yeux ».
Lors du 27e Prix Génie de 2007, le film reçoit neuf récompenses dont celle de la meilleure réalisation pour Binamé et celle du meilleur acteur pour Dupuis ; Julie Le Breton qui joue le rôle de Lucille Richard reçoit le prix de la meilleure actrice alors que le rôle de Dick Irvin, joué par Stephen McHattie, est récompensé par le prix du meilleur acteur dans un second rôle.
En 2025, sort, 25 ans après son décès, le documentaire Maurice  avec des images d'archives et de tournage avec Maurice Richard sur son impact dans le quotidien et dans la communauté.

## Vie privée
Il épouse Lucille Norchet le 12 septembre 1942 alors qu'il travaille dans les Ateliers Angus de la ville. Leur premier enfant, Huguette, naît le 27 octobre 1943 ; elle pèse alors neuf livres et le soir même Richard demande et obtient d'Irvin de changer son numéro pour passer du 15 au 9. La famille accueille ensuite six enfants : Maurice Junior, Normand, André, Suzanne, Paul et Jean.
Le 14 février 1956, la mère de Maurice Richard, Alice Laramée, est élue par la ville de Boston « Mère de l'année au hockey ».
Le 18 juillet 1994, la femme de Maurice Richard, Lucille Norchet, meurt. Il épouse plus tard Sonia Raymond.

## Baseball
Dans un contexte où le hockey était peu payant, Maurice Richard a été invité à prendre part à d'autres sports. Ainsi, durant une partie d'un été, il a évolué pour l'équipe de baseball les Royaux de Drummondville.

## Statistiques
Au cours de sa carrière dans la LNH, il compte 544 buts et 422 aides, pour 966 points en 978 parties en saison régulière. Il y ajoute 82 buts et 44 aides pour 126 points en 133 parties en séries éliminatoires.

### En tant que joueur
| Saison     | Équipe                       | Ligue          |     | Saison régulière | Saison régulière | Saison régulière | Saison régulière | Saison régulière |    | Séries éliminatoires | Séries éliminatoires | Séries éliminatoires | Séries éliminatoires | Séries éliminatoires |
| Saison     | Équipe                       | Ligue          | PJ  | B                | A                | Pts              | Pun              | PJ               | B  | A                    | Pts                  | Pun                  |                      |                      |
| 1937-1938  | St-Francois-de-Laval         | High-QC        |     |                  |                  |                  |                  |                  |    |                      |                      |                      |                      |                      |
| 1938-1939  | Montréal Paquette Midgets    | QAHA           | 46  | 133              | 7                | 140              |                  |                  |    |                      |                      |                      |                      |                      |
| 1939-1940  | Maple Leafs junior de Verdun | LHJQ           | 10  | 4                | 1                | 5                | 2                | 4                | 6  | 3                    | 9                    | 2                    |                      |                      |
| 1939-1940  | Maple Leafs junior de Verdun | Coupe Memorial | -   | -                | -                | -                | -                | 7                | 7  | 9                    | 16                   | 16                   |                      |                      |
| 1939-1940  | Maple Leafs de Verdun        | LHSQ           | 1   | 0                | 0                | 0                | 0                |                  |    |                      |                      |                      |                      |                      |
| 1940-1941  | Canadiens de Montréal senior | LHSQ           | 1   | 0                | 1                | 1                | 0                |                  |    |                      |                      |                      |                      |                      |
| 1941-1942  | Canadiens de Montréal senior | LHSQ           | 31  | 8                | 9                | 17               | 27               | 6                | 2  | 1                    | 3                    | 6                    |                      |                      |
| 1942-1943  | Canadiens de Montréal        | LNH            | 16  | 5                | 6                | 11               | 4                |                  |    |                      |                      |                      |                      |                      |
| 1943-1944  | Canadiens de Montréal        | LNH            | 46  | 32               | 22               | 54               | 45               | 9                | 12 | 5                    | 17                   | 10                   |                      |                      |
| 1944-1945  | Canadiens de Montréal        | LNH            | 50  | 50               | 23               | 73               | 46               | 6                | 6  | 2                    | 8                    | 10                   |                      |                      |
| 1945-1946  | Canadiens de Montréal        | LNH            | 50  | 27               | 22               | 49               | 50               | 9                | 7  | 4                    | 11                   | 15                   |                      |                      |
| 1946-1947  | Canadiens de Montréal        | LNH            | 60  | 45               | 26               | 71               | 69               | 10               | 6  | 5                    | 11                   | 44                   |                      |                      |
| 1947-1948  | Canadiens de Montréal        | LNH            | 53  | 28               | 25               | 53               | 91               |                  |    |                      |                      |                      |                      |                      |
| 1948-1949  | Canadiens de Montréal        | LNH            | 59  | 20               | 18               | 38               | 110              | 7                | 2  | 1                    | 3                    | 14                   |                      |                      |
| 1949-1950  | Canadiens de Montréal        | LNH            | 70  | 43               | 22               | 65               | 114              | 5                | 1  | 1                    | 2                    | 6                    |                      |                      |
| 1950-1951  | Canadiens de Montréal        | LNH            | 65  | 42               | 24               | 66               | 97               | 11               | 9  | 4                    | 13                   | 13                   |                      |                      |
| 1951-1952  | Canadiens de Montréal        | LNH            | 48  | 27               | 17               | 44               | 44               | 11               | 4  | 2                    | 6                    | 6                    |                      |                      |
| 1952-1953  | Canadiens de Montréal        | LNH            | 70  | 28               | 33               | 61               | 112              | 12               | 7  | 1                    | 8                    | 2                    |                      |                      |
| 1953-1954  | Canadiens de Montréal        | LNH            | 70  | 37               | 30               | 67               | 112              | 11               | 3  | 0                    | 3                    | 22                   |                      |                      |
| 1954-1955  | Canadiens de Montréal        | LNH            | 67  | 38               | 36               | 74               | 125              | 0                | 0  | 0                    | 0                    | 0                    |                      |                      |
| 1955-1956  | Canadiens de Montréal        | LNH            | 70  | 38               | 33               | 71               | 89               | 10               | 5  | 9                    | 14                   | 24                   |                      |                      |
| 1956-1957  | Canadiens de Montréal        | LNH            | 63  | 33               | 29               | 62               | 74               | 10               | 8  | 3                    | 11                   | 8                    |                      |                      |
| 1957-1958  | Canadiens de Montréal        | LNH            | 28  | 15               | 19               | 34               | 28               | 10               | 11 | 4                    | 15                   | 10                   |                      |                      |
| 1958-1959  | Canadiens de Montréal        | LNH            | 42  | 17               | 21               | 38               | 27               | 4                | 0  | 0                    | 0                    | 2                    |                      |                      |
| 1959-1960  | Canadiens de Montréal        | LNH            | 51  | 19               | 16               | 35               | 50               | 8                | 1  | 3                    | 4                    | 2                    |                      |                      |
| Totaux LNH | Totaux LNH                   | Totaux LNH     | 978 | 544              | 422              | 966              | 1 287            | 133              | 82 | 44                   | 126                  | 188                  |                      |                      |

### En tant qu'entraîneur
| Saison    | Équipe              | Ligue |   | PJ | V | D | N    | % V |  | Séries éliminatoires |
| 1972-1973 | Nordiques de Québec | AMH   | 2 | 1  | 1 | 0 | 50 % | -   |  |                      |

## Trophées et honneurs personnels
Au cours de sa carrière, Maurice Richard remporte de nombreux honneurs et trophées de la LNH ; cette liste est une synthèse des trophées qu'il reçoit dont la description détaillée est citée précédemment dans l'article.
- 1943-1944 :
  - meilleur buteur des séries éliminatoires
  - première Coupe Stanley avec les Canadiens de Montréal
  - sélectionné dans la seconde équipe d'étoiles
- 1944-1945 :
  - meilleur buteur de la saison régulière
  - sélectionné dans la première équipe d'étoiles
- 1945-1946 : 
  - meilleur buteur des séries éliminatoires
  - deuxième Coupe Stanley avec les Canadiens de Montréal
  - sélectionné dans la première équipe d'étoiles
- 1946-1947 :
  - joue le premier Match des étoiles
  - meilleur buteur de la saison régulière
  - meilleur buteur des séries éliminatoires
  - meilleur pointeur des séries éliminatoires
  - Trophée Hart du meilleur joueur
  - sélectionné dans la première équipe d'étoiles
- 1947-1948 :
  - joue le Match des étoiles
  - sélectionné dans la première équipe d'étoiles
- 1948-1949 :
  - joue le Match des étoiles
  - sélectionné dans la première équipe d'étoiles
- 1949-1950 :
  - joue le Match des étoiles
  - meilleur buteur de la saison régulière
  - sélectionné dans la première équipe d'étoiles
- 1950-1951 :
  - joue le Match des étoiles
  - meilleur buteur des séries éliminatoires
  - meilleur pointeur des séries éliminatoires
  - sélectionné dans la seconde équipe d'étoiles
- 1951-1952 :
  - joue le Match des étoiles
  - sélectionné dans la seconde équipe d'étoiles
- 1952-1953 :
  - joue le Match des étoiles
  - troisième Coupe Stanley avec les Canadiens de Montréal
  - sélectionné dans la seconde équipe d'étoiles
- 1953-1954 :
  - joue le Match des étoiles
  - meilleur buteur de la saison régulière
  - sélectionné dans la seconde équipe d'étoiles
- 1954-1955 :
  - joue le Match des étoiles
  - meilleur buteur de la saison régulière
  - sélectionné dans la première équipe d'étoiles
- 1955-1956 :
  - joue le Match des étoiles
  - quatrième Coupe Stanley avec les Canadiens de Montréal
  - sélectionné dans la première équipe d'étoiles
- 1956-1957 :
  - joue le Match des étoiles
  - cinquième Coupe Stanley avec les Canadiens de Montréal
  - sélectionné dans la seconde équipe d'étoiles
- 1957-1958 :
  - joue le Match des étoiles
  - meilleur buteur des séries éliminatoires
  - sixième Coupe Stanley avec les Canadiens de Montréal
- 1958-1959 :
  - joue le Match des étoiles
  - septième Coupe Stanley avec les Canadiens de Montréal
- 1959-1960 : huitième Coupe Stanley avec les Canadiens de Montréal

## Distinctions
Voici la liste des distinctions reçues par Maurice Richard.
- 1947 - Trophée Hart
- 1957 - Trophée Lou Marsh de l'athlète de l'année au Canada
- 1961 - Intronisé au Temple de la renommée du hockey (T.R.H)
- 1967 - Officier de l'Ordre du Canada (O.O.C)
- 1985 - Officier de l'Ordre national du Québec (O.O.N.Q)
- 1992 - Membre du Conseil privé de la Reine pour le Canada
- 1998 - Compagnon de l'Ordre du Canada (C.O.C)
- 2003 - Chevalier de l'Ordre de la Pléiade (posthume)
- 2017 - nommé parmi les 100 plus grands joueurs de la LNH à l'occasion du centenaire de la ligue[114]

## Anecdote
Depuis le début de la pandémie de Covid-19 en 2019, la valeur des cartes sportives a bondi de 300 %.